# Sängerbund
Als Sängerbund werden seit dem 19. Jahrhundert Dachverbände und Interessengemeinschaften von Chören bezeichnet.
Auch einige wenige Einzelchöre tragen das Wort im Namen (etwa der „Linzer Sängerbund Frohsinn“).

## Beispiele
- Bayerischer Sängerbund[1]

- Christlicher Sängerbund
- Delaware Sängerbund
- Deutscher Allgemeiner Sängerbund
- Deutscher Arbeiter-Sängerbund
- Deutscher Sängerbund
- Evangelischer Sängerbund
- Fränkischer Sängerbund
- Hessischer Sängerbund
- Pfälzischer Sängerbund
- Sächsischer Sängerbund[1]